# جوجیرو ماتسودا
جوجیرو ماتسودا (به انگلیسی: Jujiro Matsuda) (زاده ۸ اوت ۱۸۷۵ - درگذشت ۲۷ مارس ۱۹۵۲) صنعتگر، کارآفرین و مهندس ژاپنی است، که شرکت خودروسازی مزدا را تأسیس نمود.

## معنای ماتسودا
ماتسودا در زبان ژاپنی به معنای مزداست که طبق اسناد تاریخی در زمان هخامنشیان بین ایران و ژاپن ارتباطات فرهنگی وجود داشته که سبب ایجاد تیره ای زرتشتی شده اند. این موضوع در سایت رسمی مزدا هم اشاره شده است.